# Tamaiva Tuavera
Tamaiva Tuavera (geb. 10. April 1958, Matavera, Rarotonga) ist ein Politiker der Cookinseln und ehemaliges Mitglied des Parlaments der Cookinseln. Er ist Mitglied der Democratic Party.

## Leben
Tuavera wurde am 10. April in Matavera auf Rarotonga geboren. Er erhielt seine Ausbildung am Tereora College und am Rutherford High School in Auckland, Neuseeland. Er brach die Schule ab und nach verschiedenen Jobs trat er 1976 mit 17 Jahren in die New Zealand Army ein. Er diente als Schütze und Ausbilder und wurde in Singapur stationiert. Nach einer Entlassung aus gesundheitlichen Gründen im Jahr 1991 kehrte er nach Rarotonga zurück, wo er heiratete und ein Tourismusunternehmen gründete.
Tuavera wurde bei den Parlamentswahlen auf den Cookinseln 2014 erstmals ins Parlament gewählt. 2015 wurde er zum Sprecher der Opposition für Polizei, Meeresressourcen und Kultur ernannt. Seine Wiederwahl bei den Wahlen 2018 wurde wegen angeblicher Bestechung erfolglos angefochten. Im Februar 2020 wurde er zum Sprecher für Polizei und Meeresressourcen ernannt.
Im Jahr 2017 rettete er drei Kindern im Urlaub das Leben, die beim Schwimmen fortgerissen wurden.
Er verlor seinen Sitz in den Wahlen 2022.